# ファインド・ミー (映画)
『ファインド・ミー』（原題:Come and Find Me）は2016年に公開されたアメリカ合衆国のミステリ映画である。監督はザック・ウェドン、主演はアーロン・ポールが務めた。本作はウェドンの映画監督デビュー作でもある。
本作は日本国内で劇場公開されなかったが、2017年10月4日にDVDが発売された。

## 概略
デヴィッドは突然失踪した恋人（クレア）の行方を追っていたが、手がかりになるような情報は一つも得られなかった。最後の頼みの綱だった警察もまともに捜査してくれず、事件は迷宮入りとなったかに見えた。
それから1年後、クレアの友人（バック）がデヴィッドの元を訪れ、夜遅くまで酒を酌み交わした。翌朝、デヴィッドが外出しようとしたところ、「正午のフライトまで時間があるので、少し君の家で待たせてほしい」とバックから頼み込まれ、特に不審に思うこともなく承諾した。しかし、予定より早く帰宅したデヴィッドの目に飛び込んできたのは、血眼になって何かを探しているバックの姿だった。問い質そうとしたデヴィッドだったが、バックは隙を突いてその場から逃げ去ってしまった。
この一件をきっかけに、クレアの失踪事件の捜査が再び行われることになったが、そこには恐るべき真実が隠されていた。

## キャスト
- デヴィッド・エッカート：アーロン・ポール
- クレア・コリンズ：アナベル・ウォーリス
- アレキサンダー・ノージック：エンヴェア・ジョカイ
- ジョン・ホール/ブレイヤー：ギャレット・ディラハント
- チャーリー・エッカート：ザカリー・ナイトン
- ジャクソン・マッカーサー：ディーン・レッドマン
- レザート：マイケル・コプサ
- バック・キャメロン/カイル・マッカーサー：クリス・チョーク
- ギル・ラクシン刑事：アルティン・ブラウン
- クリス・スローン刑事：テリー・チェン

## 製作
ザック・ウェドンが執筆した本作の脚本は2012年にブラックリスト入りを果たしていた。2015年6月18日、映画化に際してウェドン自らメガホンを取ることになると共に、アーロン・ポールの出演が決まったと報じられた。22日、アナベル・ウォーリスの起用が発表された。7月22日、ギャレット・ディラハントがキャスト入りした。2016年4月29日、ナサニエル・ウォルコットが本作で使用される楽曲を手がけるとの報道があった。
本作の主要撮影は2015年7月27日にカナダのバンクーバーで始まり、同年8月28日に終了した。

## 公開・マーケティング
2016年5月26日、サバン・フィルムズが本作の全米配給権を獲得したと報じられた。10月24日、本作のティーザー・トレイラーが公開された。11月7日、本作のオフィシャル・トレイラーが公開された。

## 評価
本作に対する批評家の評価は平凡なものに留まっている。映画批評集積サイトのRotten Tomatoesには13件のレビューがあり、批評家支持率は62%、平均点は10点満点で5.32点となっている。また、Metacriticには7件のレビューがあり、加重平均値は46/100となっている。